# Korkiasaari (ö i Lappland, Norra Lappland, lat 68,84, long 27,78)
Korkiasaari är en ö i Finland. Den ligger i sjön Enare träsk och i kommunen Enare i den ekonomiska regionen Norra Lappland och landskapet Lappland, i den norra delen av landet, 1 000 km norr om huvudstaden Helsingfors. Öns area är 2,6 hektar och dess största längd är 320 meter i nord-sydlig riktning.